# HJ-8
Хунцзянь-8 или HJ-8 (кит. упр. 红箭八号, пиньинь hóngjiàn bā hào, палл. хунцзянь ба хао, буквально: «Красная стрела-8») — китайский противотанковый ракетный комплекс второго поколения, оснащённый полуавтоматической командной системой наведения с передачей команд по проводам.

## Описание
Компоновка ракеты имеет ряд черт, присущих американскому ПТРК TOW и франко-германскому Milan.
Двухступенчатая ПТУР имеет кумулятивную БЧ, двигатель РДТТ, рули управления находятся в хвостовой части. Пуск ракеты производится из транспортно-пускового контейнера.

## Характеристики
- Масса ракеты: 11 кг
- Дальность стрельбы: до 4 км
- Боевая часть: кумулятивная/тандемная.
- Бронепробиваемость: 1000 мм (220 под углом 68°)
- Скорость полёта: 220 м/с

## Модификации
- HJ-8 - базовый вариант.
- HJ-8A — имеет более мощную БЧ, дальность стрельбы до 3 км.
- HJ-8C — ПТУР оснащена новой тандемной боевой частью, дальность стрельбы до 4 км. Контактный взрыватель оснащен носовой штангой.
- HJ-8E — Цифровая система наведения, улучшена на 90 % точность.
- HJ-8L — Повышена пробиваемость брони до 1000 мм.
- «Бактар-Шикан» — пакистанский вариант комплекса, производимый по лицензии Исследовательской лабораторией имени Хана (г. Кахута) с конца 1990-х годов.[1]

## Носители
Z-19

## На вооружении
- Китай
- Пакистан лицензионная сборка под названием «Бактар-Шикан»
- Судан

## Применение
В ходе гражданской войны в Сирии при помощи ПТРК HJ-8 были уничтожены два военно-транспортных вертолета Ми-8 САВВС, находившиеся на местах стоянки в аэропорту Нейраб.